# برادوست
برادوست منطقه‌ای در بخش شمالی مرز ایران–عراق و بخش جنوبی مرز ایران–ترکیه است. نام برادوست از طایفه برادوست گرفته شده‌است. برادوست‌ها بعد از جنگ‌ها و اتفاق‌های بسیاری اغلب در نواحی غربی استان آذربایجان غربی به خصوص در بخش‌های کوهسار، صومای برادوست، سیلوانه و همچنین در نواحی شمالی شهرستان اشنویه ساکن شدند. به علاوه عده‌ای از برادوستی‌ها در منطقه سیدکان در شمال عراق ساکن هستند. ، این نام در کتاب مسالک و ممالک ابن حوقل ذکر شده. در دوران آل بویه این طایفه تابع امیر بدر ابن حسنویه امیر کردان دینور بود و نفوذ حسنویه تا حدود خوزستان و آذربایجان رسید. شرف‌خان بدلیسی در کتاب شرفنامه نسب برادوستها را به امیر هلال حسنوی ارجاع کرده. ولی سبب ورودشان به حدود اورمیه معلوم نیست. سرزمین برادوست در گذشته بسیار بزرگتر از مقیاس کنونی بوده‌است که حتی به اندازه چندین شهر و مساحت چندین استان ایران بوده‌است که رفته رفته با توجه به جنگ‌های امیران برادوست با دولت‌های مرکزی کوچکتر گشته‌است، سرزمین برادوست کنونی به سبب موقعیت راهبردی و هم‌مرز بودن با دولت عثمانی درگذشته و ترکیه امروزی و نیز نزدیک بودن به خاک عراق، از حساسیت و اهمیت ویژه‌ای برخوردار است. امیرخان یکدست از بزرگ‌ترین امرای برادوست در روزگار تسلط صفویان بود و دژ دمدم یکی از دژهای استوار این امیر بوده‌است. نامدارترین قلعه‌های میرهای برادوستی عبارتند از: کنه میش در منطقهٔ صومای برادوست متعلق به میر عثمان برادوستی، بنار متعلق به میر عبدلله بیگ بناری برادوستی، قلعه بردوک در منطقه صومای ارومیه متعلق به شیخ اولیا بیگ برادوست و همچنین امارت قلعهٔ دم دم متعلق به اسطوره تاریخ کردها همان امیرخان برادوستی (خان لپ زرین) که ایشان در تاریخ کردها تنها حکمران کرد در ایران بوده که حدود حکومتش به درجه امارت رسیده بود و تلاش‌ها و جنگ‌های بسیاری در تأسیس دولت مستقل از حکومت مرکزی یعنی صفویان انجام داد. اکنون عمده ایل برادوست در کردستان عراق ساکن هستند اما با این وجود رؤسای اصلی این ایل که از نسل امیرخان برادوست می‌باشند تا پیش از این، در بنار مرگور ساکن بودند اما پس از اینکه دهات محال مرگور توسط دولت وقت بین عبدالله بیگ بناری و بخش سیدان ایل هرکی به مزایده گذاشته شد و از آنجایی که سیدان‌ها توان مالی برای خرید این دهات را نداشتند از حاجی عثمان آغا از طایفه ملا از بخش سرهاتی ایل هرکی که رئیس وقت ایل هرکی نیز بود و در آن موقع در مراتع خود که به سویژه مشهور است و در حد فاصل بین کوه‌های دالانپر و بزسینا واقع است به سر می‌برد کمک گرفته و در نهایت توانستند این دهات را از دولت وقت خریداری نمایند که همین موضوع نیز به تدریج باعث ضعیف شدن بناری‌ها شده تا آنجا که اکنون جز نامی از گذشته چیزی از این خانواده نمانده و هر وقت از برادوستی‌ها سخنی به میان می‌آید بی‌آنکه از بناری‌ها که رؤسای اصلی ایل برادوست هستند نامی برده شود از رؤسای برادوست در کردستان عراق سخن گفته می‌شود که به قدرت رسیدنشان ناشی از ضعف و اضمحلال بناری‌ها بود.
حمله صفویان و شاه عباس علیه برادوستها و کردهای مکریان در سال ۱۶۰۹ میلادی بود. کوچ افشارها از کرمان و خراسان نفوذ امرای برادوست را ضعیف کرد. در ۱۲۴۶ق/۱۸۳۰م، اوضاع مناطق برادوست‌ها سخت آشفته و به هم ریخته شد. به تحریک حاکم رواندوز، نیروهای عثمانی به مناطقی از ایران هجوم آوردند و به قتل و غارت پرداختند. در سال ۱۸۵۳ عسکرخان افشار از بزرگان دولت قاجار در نزدیک مرگور بدست یک از امرای برادوست به نام میرسلطان بنار به قتل رسید. در ۱۲۹۷ق/۱۸۸۰م، شیخ عبیدالله، شورشی معروف کرد، یکی از خلفای خود را با ۴ هزار تن از راه محال برادوست، برای تسخیر و ایجاد ناامنی به اورمیه گسیل داشت. در اواخر حاکمیت قاجارها عبدالله بیگ بیناری امیر برادوست بود است. بخش برادوست عراق که سیدکان مرکز اداری این بخشداری است، دارای به‌طور تقریبی ۱۵٬۰۰۰ نفر جمعیت و ۲۵۰ آبادی مسکونی و غیر مسکونی است.

## امارت برادوست
امارت برادوست یکی از امارت‌های کرد بوده‌است. تبار فرمانروایان برادوست به آل حسنویه یا گوران‌ها بازمی‌گردد.

### تأسیس
فرمانروایان امارت برادوست از اخلاف خاندان حسنویه هستند. پس از کشته شدن هلال پسر ناصرالدوله بدر، فرزندانش -که ۳ برادر بودند- به میان طایفه برادوست آمدند. طاهر جانشین پدرش در شهرزور شد. دیگری به امارت طایفه آکو رسید. سومی که جد بزرگ فرمانروایان امارت برادوست است به ارومیه و سلماس رفته و آنجا را تحت حکومت خود قرار داد.

### فرمانروایان برادوست
فرمانروایان مشهور برادوست از این قراراند.
- امیر غازی قران برادوست
- شاه محمد بیگ برادوست
- بداغ بیگ برادوست
- حسن بیگ برادوست
- علی بیگ برادوست
- اولیا بیگ برادوست
- ناصر بیگ برادوست
- امیرخان لپزرین
- الغ بیگ برادوست

## طایفه برادوست
طایفه برادوست یکی از طایفه‌های کرد است. این طایفه اغلب در منطقه برادوست که در مرز سه کشور ایران، عراق و ترکیه قرار گرفته سکونت دارند. حکّام امارت تاریخی برادوست منتسب به این طایفه (برادوست) بوده‌اند و در دوره صفوی بخش‌هایی از شمال غرب ایران را در اختیار داشتند. از حاکمان مشهور امارت برادوست می‌توان به امیرخان لپزرین اشاره کرد. امیرخان لپزرین که در آغازِ زندگی مردی ناشناخته و کم‌اهمیتی بود، در پی جنگ‌های ایران و عثمانی در زمان شاه عباس بزرگ به یکی از عوامل تأثیرگذار در مناطق مرزی ایران و عثمانی تبدیل شده و تحرکاتی بر علیه دولت صفوی انجام داده بود که سرانجام در نبرد قلعه دم‌دم در مقابل سپاه صفوی مغلوب شد.